# 斑尾烏尾鮗
斑尾烏尾鮗（学名：Pterocaesio pisang），又名斑尾鱗鰭梅鯛、烏尾冬仔，为鱸形目烏尾鮗科鱗鰭梅鯛屬下的一个种。该物种主要分布于印度洋和西太平洋。